# 한낙원
한낙원(1924~2007)은 1950년대 말부터 1990년대까지 수십 편의 SF 과학 소설을 쓴 대한민국의 작가로, 《금성 탐험대》라는 소설이 가장 유명하다.
해방 이후 최초의 창작과학소설, ‘잃어버린 소년’를 발표하였다.
한낙원은 몇 안 되는 한국 과학소설의 개척자이자 선구자로 손꼽히는 인물이다
1945년 평양방송국 아나운서를 맡았고, 1952~1954년에는 주한 유엔군 심리작전처 공보교육국 방송부장을 맡았다.
1959년 <화성에 사는 사람들>과 <잃어버린 소년> 등 1960대및 1970년대에 <금성 탐험대> , <우주 항로>, <별들 최후의 날>등 과학소설을 창작하였다. 어린이 전기도 써서, 1991년에는 계몽사에서 《퀴리 부인》(이두호 그림, 계몽사)를 썼다. 러시아의 민족말살정책으로 인해 모어이자 모국어인 폴란드 어와 역사를 몰래 배워야 했고, 엄마와 언니 조피아가 결핵과 장티푸스 감염으로 일찍 별세한 퀴리 부인의 어린 시절, 성차별때문에 프랑스 소르본 대학교로 유학을 하여, 남학생들과의 경쟁을 이기고 수학과 물리학 학사자격을 취득한 학창시절, 남편 피에르 퀴리와의 행복한 삶, 노벨상 수상과 남편의 뒤를 이어 소르본대학교 교수가 된 학자로서의 자람, 방사선 피폭으로 인한 사망등을 썼다.
과학모험소설의 작품들을 통해 한낙원은 평생 어린이 및 청소년을 위한 SF과학소설을 쓰면서 SF과학소설의 불모지나 다름없던 한국에 과학강국을 꿈꾸며 이 장르를 개척하였다.

## 작품세계
한낙원 SF과학소설의 특징으로는 다음과 같다.
- 주인공은 보통 두사람이상으로 설정하였으며 여성을 반드시 포함시켰다.
- 한낙원 SF과학소설은 과학기술로 야기될 미래세계의 문제를 비판적 시각이 아니라  우호적이고 평화적인 시각에서 해결해야할 미래상으로 추체험토록 이끈다.

이는 문명간의 대화와 타협없는 충돌은 파멸로 이어질수밖에 없는 점과 외계인과의 관계를 우호적인관계에서  평화적으로 이끌어나가려고 하는점은  시사하는 바가 크다.

## 같이 보기
- 한낙원과학소설상
- 듀나
- 복거일
- 로보트 태권브이
- 태권동자 마루치 아라치